# Перганеярви
Перганеярви — озеро на территории Поросозерского сельского поселения Суоярвского района Республики Карелии.

## Общие сведения
Площадь озера — 1,9 км², площадь водосборного бассейна — 20,2 км². Располагается на высоте 166,7 метров над уровнем моря.
Форма озера лопастная, продолговатая: оно вытянуто с северо-запада на юго-восток. Берега изрезанные, каменисто-песчаные, местами заболоченные.
Из северо-западной оконечности озера вытекает безымянный водоток, втекающий в Янгозеро, из которого берёт начало река Ломнезерка, впадающая в озеро Селецкое.
По центру озера расположен один относительно крупный (по масштабам водоёма) остров без названия.
Северо-западную оконечность озера огибает автомобильная дорога местного значения 86К-9 («Паданы — Совдозеро (через Сельги, Гумарино)»).
Код объекта в государственном водном реестре — 02020001111102000007130.